# Керкаф
Керкаф је у грчкој митологији био један од Хелијада. 

## Митологија
За разлику од своје друге браће, Керкаф и Охим нису учествовали у убиству свог брата Тенага, па нису имали разлог да беже, већ су остали на Родосу, којим је владао Охим. Од свог брата је наследио престо и постао владар Родоса. Био је ожењен својом братаницом Кирбијом (или Кидипом) и са њом имао синове Камира, Линда и Јалиса. Према Плутарху, Керкафа је убио његов брат Алфеј приликом такмичења. Због тога су Алфеја прогањале ериније и он се бацио у реку Никтим, која се од тада назива по њему.

## Друге личности
Керкаф је био и Еолов син и Орменов отац.